# Sten Lex
Sten (Roma, 1982) e 
Lex (Taranto, 1982), sono due artisti italiani caratterizzati dall'utilizzo esclusivo dello stencil come mezzo espressivo nello spazio pubblico. Iniziano la loro attività a Roma nella seconda metà del 2000.

## Biografia

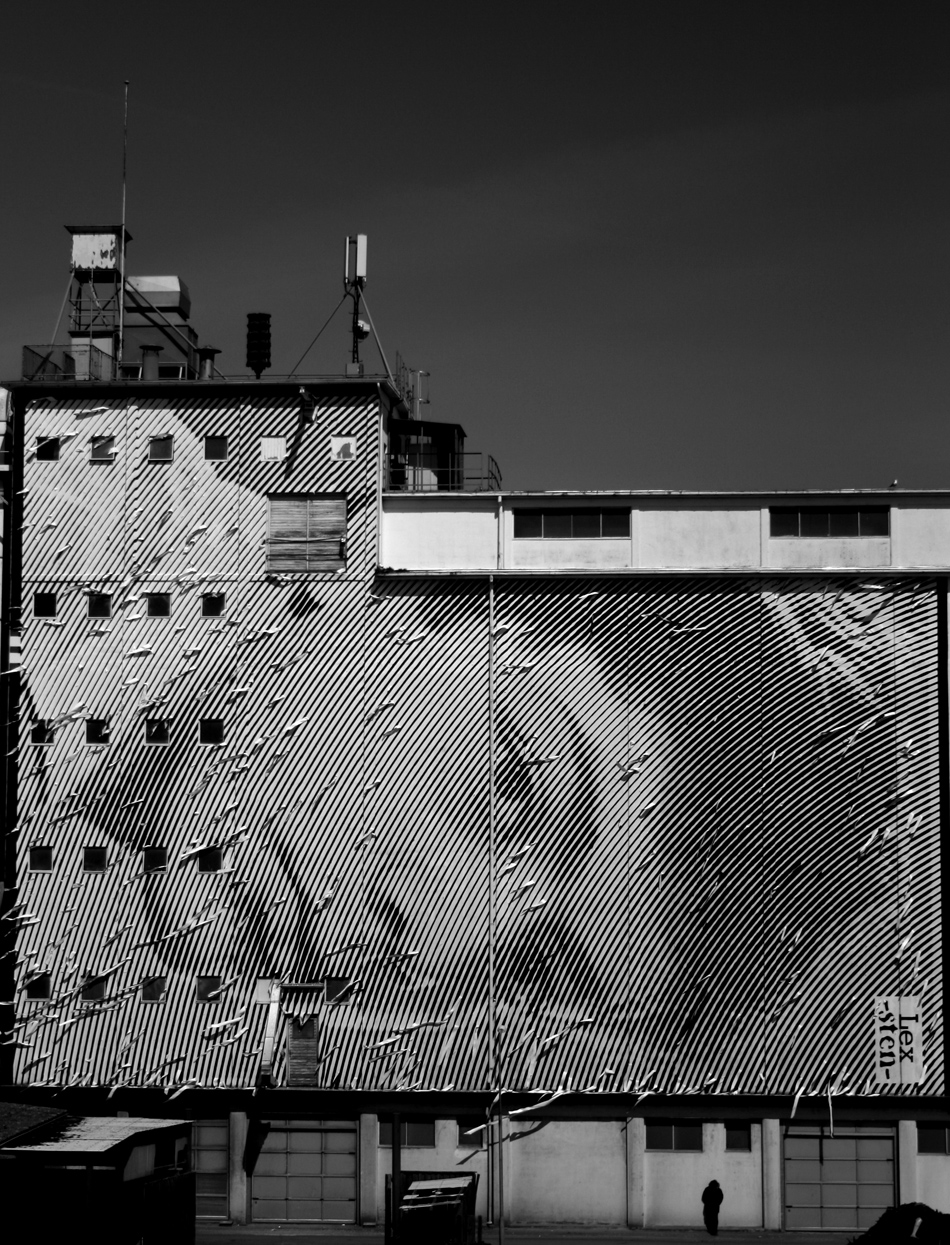
Sten Lex, Walk this Way, Køge, 2011

Sten, pseudonimo abbreviazione di stencil nato a Roma nel 1982, e Lex, pseudonimo che in latino significa legge nata a Taranto sempre nel 1982, iniziano a realizzare stencil in strada, a Roma, nel 2001. In quel periodo, in Italia, la tecnica dello stencil, come espressione artistica, era poco utilizzata in strada, per questo motivo sono considerati tra i principali diffusori dello “stencil graffiti” in Italia.
Le lori prime realizzazioni in strada (2001/2003) riguardavano icone di B-movies, personaggi secondari dei telefilm americani degli anni 60-70, figure tratte dai film di Hitchcock, Orson Welles e Bergman.
Dal 2003 vi fu un graduale rifiuto della cultura pop che caratterizzò i primi lavori ed iniziò una ricerca del volto anonimo che caratterizzerà il loro lavoro fino al 2013. Nello stesso periodo introdussero l'utilizzo della mezzatinta nello stencil cui danno il nome Hole School: stencil in bianco e nero composti da linee o pixel. La loro ricerca spazia dall'incisione classica fino alle tecniche di stampa odierne: vedono lo stencil come tecnica incisoria contemporanea.
A partire dal 2005  dipingono a pennello enormi ritratti di anonimi su fogli di carta velina di circa 4 metri di altezza. La carta velina è così trasparente che una volta attaccata al muro sembra diventi parte di esso. Il processo di decomposizione dell'opera effimera su poster influenzerà il loro progetti futuri.
A partire dal 2010, Sten e Lex realizzano stencil ritagliati su carta ed incollati sui muri. Dopo aver utilizzato per anni come media sia lo stencil che il poster il duo elabora un  processo che chiama Stencil Poster. Il processo consiste  nell’affissione in strada, di un manifesto stampato. Il poster viene ritagliato a mano sul muro stesso sul quale è applicato, la matrice di carta una volta ritagliata, viene dipinta di nero ed infine distrutta per dare spazio all'opera finale. Il concetto alla base di questo processo è che gli agenti atmosferici, la pioggia ed il vento distruggano lentamente nel tempo la matrice svelando l’opera finale man mano che la matrice si dissolve. Il significato essenziale dello stencil che viene considerato una tecnica per riprodurre una stessa immagine più volte, viene così portato al paradosso in quanto distruggendo la matrice, parte anch’essa dell'opera, viene meno la sua riproducibilità. Il processo di creazione, il medium, diventa, nelle opere di Sten  Lex, l'opera stessa.
Dal 2008 i lavori di Sten e Lex iniziano ad essere realizzati su intere facciate di palazzi. Ne sono esempio il Papa che dorme dipinto in Piazza Magione a Palermo, Miss Nor Tronic a Stavanger ed il volto di un ragazzo anonimo  a Køge in Danimarca, uno dei più grandi stencil da loro realizzati.

L'opera Saint a destra del Buddha di Banksy a Londra

Nel 2008 vengono invitati da Banksy al The Cans Festival, in un tunnel abbandonato a sud est di Londra, insieme ad altri trentanove artisti tra cui: C215, Bsas Stencil, Btoy, Dotmaster, Dolk, Faile, Hero, Logan Hicks, Mr. Brainwash, Lucamaleonte, Orticanoodles, Pøbel, Prism, Roadsworth, Sadhu, Vhils.
A partire dal 2010 dipingono una serie di ritratti di persone anonime su facciate di palazzi, come a Stavanger per il Nuart Festival, a Køge, a Baltimora per Open Walls, ad Atlanta per Living Walls, a Poznan e Katowice per Katowice Street Art Festival.
Nel 2012 realizzano una facciata esterna del museo MACRO di Roma e nello stesso anno espongono i loro lavori nella galleria Magda Danysz di Parigi. La collaborazione con Magda Danysz li porterà ad esporre nel 2013 a Shanghai.
A partire da quest’ultima mostra, il duo inizia a lavorare su forme astratte riprendendo sia la tecnica che la struttura composta da linee che aveva caratterizzato gran parte dei ritratti precedenti.
Il primo lavoro astratto, Raggio, in grande scala di questa serie astratta è stato realizzato sul Palazzo dell'Economia di Bari nel 2013. Sempre nel 2013 partecipano all'Outdoor Festival di Roma con l'opera "Paesaggio Industriale I" ed al festival CityLeaks di Colonia realizzando un nuovo "Paesaggio Industriale II".
Nel 2014, l'Istituto di Cultura Italiano li supporta per realizzare una facciata a Shanghai, dal titolo Vulcano. Nel 2014 realizzano Arazzo al Foro Italico di Roma. Lo stesso anno partecipano a mostre collettive in musei di arte contemporanea come il MACO di Oaxaca in Messico, la Caixa Cultural di San Paolo in Brasile e il CAFA di Pechino.
Nel 2015 il duo inaugura un solo show alla Wunderkammern Gallery di Roma ed uno alla Celaya Brothers Gallery di Città del Messico.
In entrambe le mostre oltre ai paesaggi astratti vengono esposte le Matrici di carta esposte sottovetro.
Alcune delle opere esposte in mostra nel 2015 vengono riproposte su grande scala e realizzate a parete a Roma e Città del Messico. Il 2015 è anche l’anno in cui il duo è chiamato a realizzare opere murali permanenti Nevicata a Madrid, Notturno a Porto ed Arazzo ad Arezzo.
Nel 2016 Sten e Lex partecipano al Festival Bukruk a Bangkok dipingendo un murale astratto, dal titolo The Storm, e realizzando uno chiamato Paesaggio Urbano VIII sulla facciata esterna della Stazione di Roma Ostiense. Ad Austin realizzano l’opera dal titolo Accordion. Nello stesso anno il comune di Gibellina li chiama per dipingere sul muro antistante il Teatro incompiuto di Consagra e realizzano l'opera dal titolo Confini. Nel 2017 l'Università di Monterrey gli commissiona la facciata esterna dell'Auditorium Luis Elizondo.

### Videografia
- 2009 Painted Poster, Via delle Conce, Rome PAINTED POSTER on Youtube
- 2011 Stencil Poster, Walk This Way, Køge, 2011 STENCIL POSTER, KØGE, 2011 on Youtube